# Февраль 2011 года

Список событий февраля 2011 года.

## События
- 1 февраля
  - Парламент Ирана выразил вотум недоверия министру транспорта после авиакатастрофы близ города Урмия[1].
  - Король Иордании Абдалла II назначил бывшего военного советника Маруфа Бакхита новым премьер-министром после демонстраций против высоких цен на продовольствие и плохих условий жизни[2].
- 3 февраля
  - 20 тысяч демонстрантов собрались в столице Йемена городе Сана, требуя отставки действующего президента Салеха[3].
- 4 февраля
  - Парламент Мьянмы избрал бывшего премьер-министра Тейн Сейна президентом страны[4].
  - Произошло вооруженное столкновение на границе Таиланда и Камбоджи рядом с древним индуистским храмом Прэахвихеа, убиты два человека[5].
  - Оман стал 75-й страной признавшей независимость Косова. Установлены дипломатические отношения между обеими странами.
- 5 февраля
  - Вступил в силу договор об СНВ-3[6].
  - На Мюнхенской конференции по безопасности премьер-министр Великобритании Дэвид Кэмерон признал провальной политику мультикультурализма[7].
- 6 февраля
  - Временное правительство Туниса запретило правившую с 1988 года партию Демократическое конституционное объединение[8].
  - В Кабо-Верде прошли парламентские выборы. Правящая Африканская партия независимости Кабо-Верде (ПАИКВ) набрала более половины голосов[9].
  - XXV Всемирная зимняя Универсиада завершилась победой сборной России в общекомандном зачёте[10].
- 7 февраля
  - Опубликовано первое в мире одновременное изображение всей поверхности Солнца полученные с помощью космических зондов-близнецов STEREO[11].
  - Президент Судана Омар аль-Башир признал независимость Южного Судана[12].
  - Компания AOL объявила о том, что достигла соглашения о приобретении популярного политического онлайн-издания Huffington Post за 315 млн долларов наличными[13].
  - Президент РФ Дмитрий Медведев подписал федеральный закон «О полиции»[14].
  - Правительство Гаити выписало дипломатический паспорт на имя бывшего президента страны Жана-Бертрана Аристида, что позволяет ему вернуться на родину из Центральноафриканской республики, куда он был изгнан[15].
  - Бывший президент Фиджи Рату Джозефа Илойло умер в возрасте 91 года[16].
  - Установлены дипломатические отношения между Грузией и Тувалу[17].
- 8 февраля
  - Лидер «Имарата Кавказ» Доку Умаров взял на себя ответственность за взрыв в московском аэропорту Домодедово[18].
  - Парламент Норвегии единогласно проголосовал за ратификацию договора о разграничении с Россией морских пространств в Баренцевом море и Северном Ледовитом океане[19].
  - Южная Корея и КНДР начали двусторонние переговоры на уровне армейских полковников; встреча прошла в населённом пункте Пханмунчжом[20].
  - Израильские археологи объявили об обнаружении места захоронения библейского пророка Захарии, оно расположено в византийской церкви V—VII веков, раскопанной в Хирбет-Мидрасе в Иудее[21].
- 9 февраля
  - Волнения в Египте:
    - Сотни демонстрантов, требующих отставки президента Египта Хосни Мубарака, заблокировали работу местного парламента[22].
    - В ряде египетских городов начались массовые забастовки работников, выдвигающих как политические, так и экономические требования[22].

  - В Иордании приведено к присяге новое правительство во главе с премьер-министром Маруфом аль-Бахитом[23].
  - Установлены дипломатические отношения между Азербайджаном и Соломоновыми Островами[24].
  - Отменён визовый режим между Украиной и Израилем[25].
- 10 февраля
  - Президент Египта Хосни Мубарак передал часть полномочий вице-президенту Омару Сулейману, однако уходить в отставку отказался[26].
  - В результате теракта, совершённого боевиком-смертником на северо-западе Пакистана, погибли 27 военнослужащих, ещё 40 человек получили ранения[27].
  - Вслед за канцлером Германии Ангелой Меркель и премьер-министром Великобритании Дэвидом Камероном с речью о провале политики мультикультурализма выступил президент Франции Николя Саркози[28].
  - В Корке разбился самолёт SA-227 Metroliner, погибли 6 человек.
- 11 февраля
  - Благодаря найденной ископаемой кости стопы, палеонтологи получили доказательства, что представителям вида австралопитек афарский было свойственно прямохождение.
  - Президент Египта Хосни Мубарак, управлявший этой страной более 29 лет, ушёл в отставку, о чём в эфире государственного телевидения заявил вице-президент Египта Омар Сулейман[29].
- 12 февраля
  - В Йемене и Алжире полиция разогнала прошедшие в столицах этих государств антиправительственные митинги[30].
  - Обрушение 6-этажного здания в Луксоре, в результате которого 13 человек погибли, 23 — ранены[31].
  - 16 тысяч 637 человек остались без электричества в Волгоградской области вследствие суровой погоды[32].
  - Суд Пакистана выдал ордер на арест бывшего президента страны Первеза Мушаррафа[33].
  - Около иракского города Самарра террорист-смертник привёл в действие взрывное устройство в автобусе с паломниками-шиитами. Погибли 27 человек, ещё 20 ранены[34].
- 13 февраля
  - В Чаде прошли парламентские выборы[35].
  - Высший совет Вооружённых сил Египта отменил действие конституции в стране и распустил обе палаты парламента[36].
  - В Лондоне состоялась Церемония вручения наград британской телеакадемии BAFTA, премию «Лучший фильм года» получил фильм «Король говорит!»[37].
- 14 февраля
  - 1048 школьников отравились едой во время обеда в Ивамизава[38].
  - Подало в отставку правительство Палестины во главе с премьер-министром Салямом Файядом[39].
  - В Иране полиция разогнала демонстрацию оппозиционных сил[40].
  - На 53 церемонии вручения главной музыкальной премии «Грэмми» в категории «Лучшая запись» победила группа Lady Antebellum с треком Need You Now, а в категории «Альбом года» победу одержала группа Arcade Fire[41].
  - 14 человек погибли в результате авиакатастрофы Let L-410 Turbolet Центрально-Американских Авиалиний в Гондурасе[42].
- 15 февраля
  - Американский межпланетный зонд Stardust-NeXT совершил пролёт вблизи поверхности кометы Tempel 1, минимальное расстояние до небесного тела составляло 181 км.
  - Суд Эквадора наложил на американскую нефтегазовую компанию Chevron рекордный штраф в размере 8,6 млрд долларов за загрязнение лесов Амазонки[43].
  - В Осло правительство Филиппин начало первые мирные переговоры с Коммунистической партией Филиппин[44].
  - Антиправительственные выступления в Йемене, Бахрейне и Иране[45].
  - Авиакатастрофа самолета Let-410 в Демократической Республике Конго, выполнявшего доставку семян, согласно Всемирной Продовольственной Программе, в результате которой российский пилот и его конголезский напарник погибли[46].
- 16 февраля
  - Суперкомпьютер IBM Watson одержал победу в телевикторине Jeopardy![47].
  - Французский производитель лекарств Санофи-Авентис покупает американскую биотехнологическую компанию Джензим Корпорейшн за 20,1 млрд американских долларов[48].
  - По меньшей мере 20 человек погибли в результате серии взрывов на военной базе в Дар-эс-Саламе[49].
- 17 февраля
  - Разлив мазута у южного побережья Норвегии из двух баков вместимостью 250 тонн каждый, севшего на мель исландского контейнеровоза[50].
- 18 февраля
  - По сообщению южнокорейских СМИ в Северной Корее произошли столкновения между населением и солдатами, направленными для подавления акций протеста[51].
  - Сторонники оппозиции в Ливии захватили четвёртый город, им стал Эль-Байда на востоке страны[52].
  - Бахрейнские военные применили слезоточивый газ и огнестрельное оружие против нескольких тысяч демонстрантов, организовавших в столице страны Манаме акцию протеста[53].
  - В Афганистане произошёл террористический акт. Террорист-смертник привёл в действие взрывное устройство в городе Хост. Погибло 9 человек, ещё свыше 30 получили ранения различной степени тяжести[54].
  - Обрушение трибуны на футбольном стадионе в Лиме (Перу) во время молодёжного матча, в результате которого ранения получили 117 человек[55].
  - В Кабардино-Балкарии обстрелян автобус с московскими туристами. Трое туристов погибли, двое ранены[56].
  - В Уганде прошли президентские и парламентские выборы. На президентских выборах победу одержал действующий президент Йовери Мусевени, получивший 69 % голосов[57].
  - Южно-Африканская Республика официально присоединилась к группе развивающихся государств БРИК[58].
- 19 февраля
  - В Кувейте состоялась массовая демонстрация, которую организовали жители страны, не имеющие гражданства, в основном бедуины, и протестовавшие против своего бесправного положения[59].
  - В Афганистане произошёл крупный террористический акт. Семь террористов-смертников привели в действие нательные взрывные устройства в банке города Джелалабад. Погибли 40 человек, ещё свыше 70 получили ранения различной степени тяжести[60].
  - Главный приз 61-го Берлинского кинофестиваля получила драма иранского режиссёра Асгара Фархади «Развод Надера и Симин»[61].
  - Число жертв беспорядков в ливийском городе Бенгази достигло 200 человек, 800 пострадали[62].
- 20 февраля
  - В крупных городах Марокко прошли мирные манифестации, участники которых выступили с требованиями к властям провести социально-экономические и политические реформы[63].
  - 8 детей и 2 взрослых погибли в результате пожара в детском доме для детей-инвалидов на северо-западе Эстонии в городе Хаапсалу[64][65].
- 21 февраля
  - Британский производитель алкогольных напитков Diageo Plc покупает за 1,3 млрд турецких лир турецкую алкогольную компанию Mey Içki Sanayi ve Ticaret AS[66].
  - В результате авиационных ударов в Триполи погибли около 250 человек[67].
- 22 февраля
  - Парламент Косова избрал президентом страны Беджета Паколли[68].
  - В результате разрушительного землетрясения в Крайстчерче (Новая Зеландия) магнитудой 6,3 погибли 166 человек, 122 — пропали без вести[69].
  - После речи президента Ливии Муаммара Каддафи, Ливия была немедленно исключена из Лиги арабских государств[70].
  - Правительство Алжира отменило режим чрезвычайного положения, введенный в стране 19 лет назад[71].
- 23 февраля
  - Сенегал разорвал дипломатические отношения с Ираном, обвинив его в снабжении повстанцев оружием[72].
  - Перу разорвала дипломатические отношения с Ливией[73].
- 24 февраля
  - Из Космического центра имени Кеннеди осуществлён пуск шаттла «Дискавери» по программе STS-133.
  - Швейцарские власти приняли решение заблокировать все возможные активы ливийского лидера Муамара Каддафи на своей территории[74].
  - Boeing Co. выиграла тендер, объявленный Пентагоном, стоимостью 35 миллиардов американских долларов на постройку 179 самолётов-заправщиков для нужд ВВС США[75].
  - Япония решила на время отказаться от формулировки «незаконная оккупация» в отношении территории Южных Курил[76].
  - 61 человек ранен в ДТП, произошедшем в тоннеле Линкольна в Нью-Йорке, между тремя автобусами и мотоциклистом[77].
  - Ботсвана разорвала дипломатические отношения с Ливией[78].
- 25 февраля
  - Подал в отставку губернатор Камчатского края Алексей Кузьмицкий, временно исполняющим обязанности губернатора стал Владимир Илюхин[79].
  - В Ирландии прошли внеочередные парламентские выборы. Правящая партия Фианна фойл потерпела поражение, набрав лишь 15 % голосов[80][81].
- 26 февраля
  - В ливийском городе Бенгази создано оппозиционное временное правительство во главе с бывшим министром юстиции Мустафой Аджлейлом[82].
  - Символами зимних Олимпийских игр 2014 года выбраны 3 талисмана: «зайка» — 16 % 3 место, «белый медведь» — 18 % 2 место, «леопард» — 28 % 1 место[83].
  - Ушёл в отставку глава Карачаево-Черкесии Борис Эбзеев, временно исполняющим обязанности президента назначен Рашид Темрезов[84].
  - В Киеве проходит крупнейший в СНГ киберспортивный турнир ASUS Cup Winter 2011[85].
  - С космодрома «Плесецк» выполнен пуск ракеты-носителя «Союз-2.1б» с навигационным космическим аппаратом нового поколения «Глонасс-К» на борту[86].
  - Сербия и Бруней установили дипломатические отношения[87].
- 27 февраля
  - В США начались массовые акции протеста[англ.] против планов губернатора штата Висконсин сократить права профсоюзов, в акциях приняли участие более 70 тыс. человек[88].
  - Совет безопасности ООН принял резолюцию о введении санкций против Ливии[89].
  - Ушёл в отставку глава переходного правительства Туниса Мохаммед Ганнуши. Его сменил бывший министр обороны и иностранных дел Беджи Каид Эссебси[90].
  - В Демократической Республике Конго предотвращена попытка государственного переворота. Убиты 6 человек из группы, напавшей на дворец президента Жозефа Кабилы[91].
  - В Лос-Анджелесе (США) состоялась 83-я церемония вручения премий Оскар. Лучшим фильмом года Американская киноакадемия признала картину «Король говорит!»[92].
- 28 февраля
  - По итогам прошедших парламентских выборов в республике Чад большинство мест получила правящая партия Патриотическое движение спасения, лидером которого является находящийся у власти с 1990 года президент Идрисс Деби Итно[93].
  - Генпрокурор Египта наложил запрет на выезд за границу бывшему главе страны Хосни Мубараку на период проведения расследования его многолетней деятельности на посту президента[94].
  - Президент Танзании Джакайя Киквете обвинил оппозицию[англ.], организовавшую мирный митинг в городе Мванза, в разжигании розни в стране с целью свергнуть правительство[95].